# 金仓街道
金仓街道，是中华人民共和国山東省烟台市莱州市下辖的一个乡镇级行政单位。

## 行政区划
金仓街道下辖以下地区：
仓东村、仓南村、仓西村、仓北村、凤凰岭村、汪里村、西尹家村、大沙埠庄村、徐家村、崔家村、南杨村、北杨村、马坊村和寨里武家村。